# Chelepteryx collesi

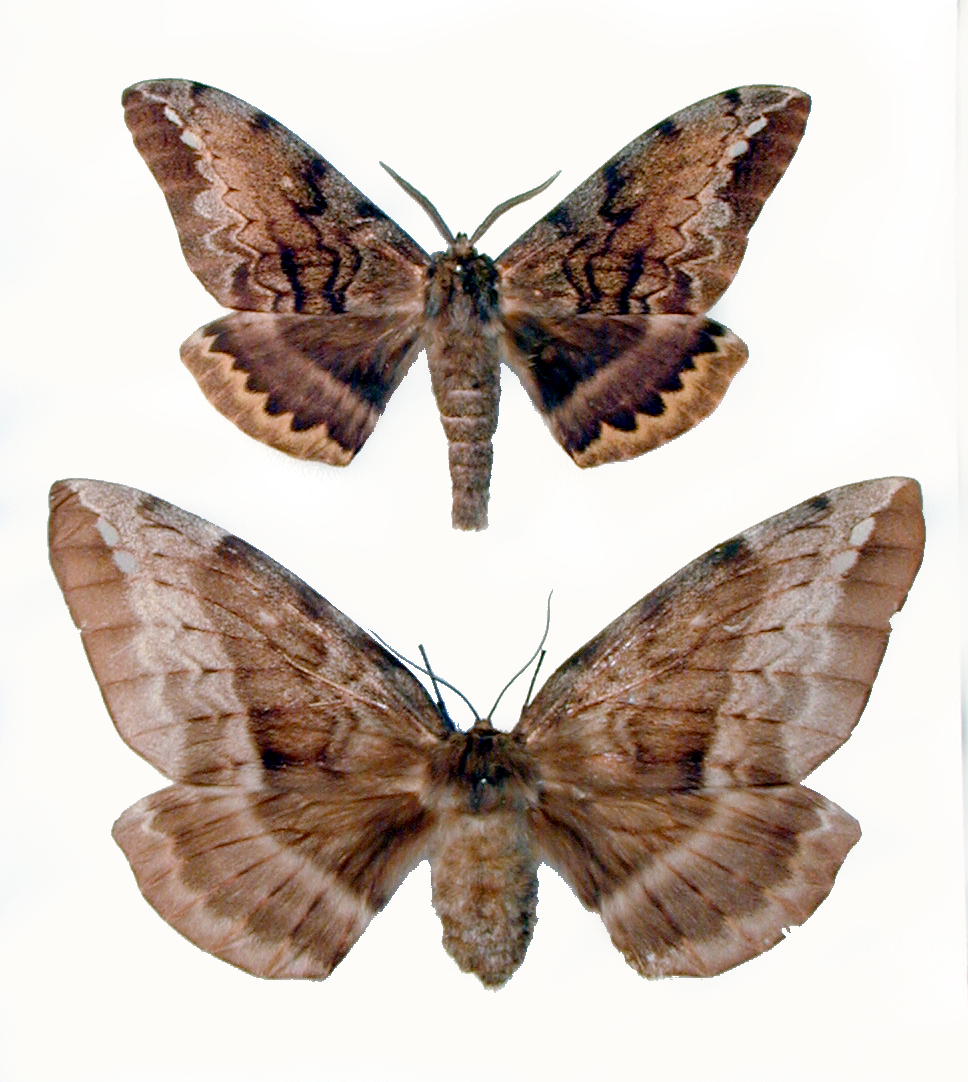
Oben Männchen, unten Weibchen

Chelepteryx collesi ist ein endemisch in Australien vorkommender Nachtschmetterling aus der Überfamilie der Bombycoidea.

## Merkmale

### Falter
Die außergewöhnlich großen Falter erreichen eine Flügelspannweite von bis zu 140 Millimetern bei den Männchen und bis zu 160 Millimetern bei den Weibchen. Wenn sie in der Nacht an künstlichen Lichtquellen erscheinen, werden sie fälschlicherweise oftmals für Fledermäuse (Microchiroptera) gehalten, weshalb sie im englischen Sprachgebrauch zuweilen als batwing moth (Fledermausflügel-Nachtfalter) bezeichnet werden. Zwischen den Geschlechtern besteht auch farblich ein leichter Sexualdimorphismus. Die Vorderflügeloberseite bei den Männchen zeigt in der Regel eine hellbraune bis graubraune Grundfarbe. Die Basal- sowie die Postdiskalregion sind zuweilen leicht weißlich bestäubt. Die Diskalregion ist gelbbraun bis dunkelbraun. Die bräunliche äußere Querlinie ist stark gewellt. Die Weibchen sind ähnlich, jedoch wesentlich kontrastärmer gezeichnet und meist hell graubraun gefärbt. Von der braunen Hinterflügeloberseite hebt sich bei den Männchen eine schwarzbraun gefärbte Basalregion sowie eine in Form einer Zahnstange ausgebildete breite, ebenfalls schwarzbraune äußere Querlinie hervor. Der Saumbereich ist gelblich gefärbt. Bei den Weibchen ist die Hinterflügeloberseite fast zeichnungslos graubraun und zeigt lediglich eine hellgraue mittlere Querlinie. Der Thorax ist stark, das Abdomen dünn behaart. Die Färbung entspricht jeweils den angrenzenden Flügelfarben. Die Männchen haben stark gekämmte Fühler, die der Weibchen sind schwach sägezähnig ausgebildet. Die Saugrüssel der Falter sind verkümmert.

### Raupe
Ausgewachsene Raupen erreichen eine Länge von bis zu zwölf Zentimetern und zeigen eine rotbraune bis dunkelbraune Grundfarbe. Die Segmenteinschnitte sind weißlich. Die Kopfkapsel ist dunkelbraun, das Analsegment gelblich. Aus den ebenfalls gelblichen Punktwarzen ragen dichte Büschel an Brennhaaren und Borsten, die bei der Berührung durch den Menschen schwere Hautreizungen verursachen können. Wenn sie in die Augen gelangen, kann dies zu ernsthaften Sehproblemen führen.

### Puppe
Die Verpuppung erfolgt in einem Kokon meist am Stamm des Nahrungsbaums oder an Wänden. Die Tiere bilden einen lederartigen, doppelwandigen Kokon, der zum Schutz mit vielen steifen Borsten und Brennhaaren bedeckt ist. Die Raupe schiebt diese durch die Seide, während der Kokon gesponnen wird. Sie stellen im Besonderen für Kinder und andere Personen, die auf Blaugummibäume (Eucalyptus) klettern, eine gewisse Gefährdung dar. Klinische Untersuchungen ergaben jedoch, dass die in der Haut zurückbleibenden Haare keine toxischen Produkte enthalten und in der Regel auch keine schwerwiegenden Probleme nach sich zogen. Eine vollständige Entfernung der mit Widerhaken versehenen Haare ist im Allgemeinen nicht möglich und auch nicht notwendig. Invasive und schmerzhafte Therapien sollten deshalb vermieden werden.

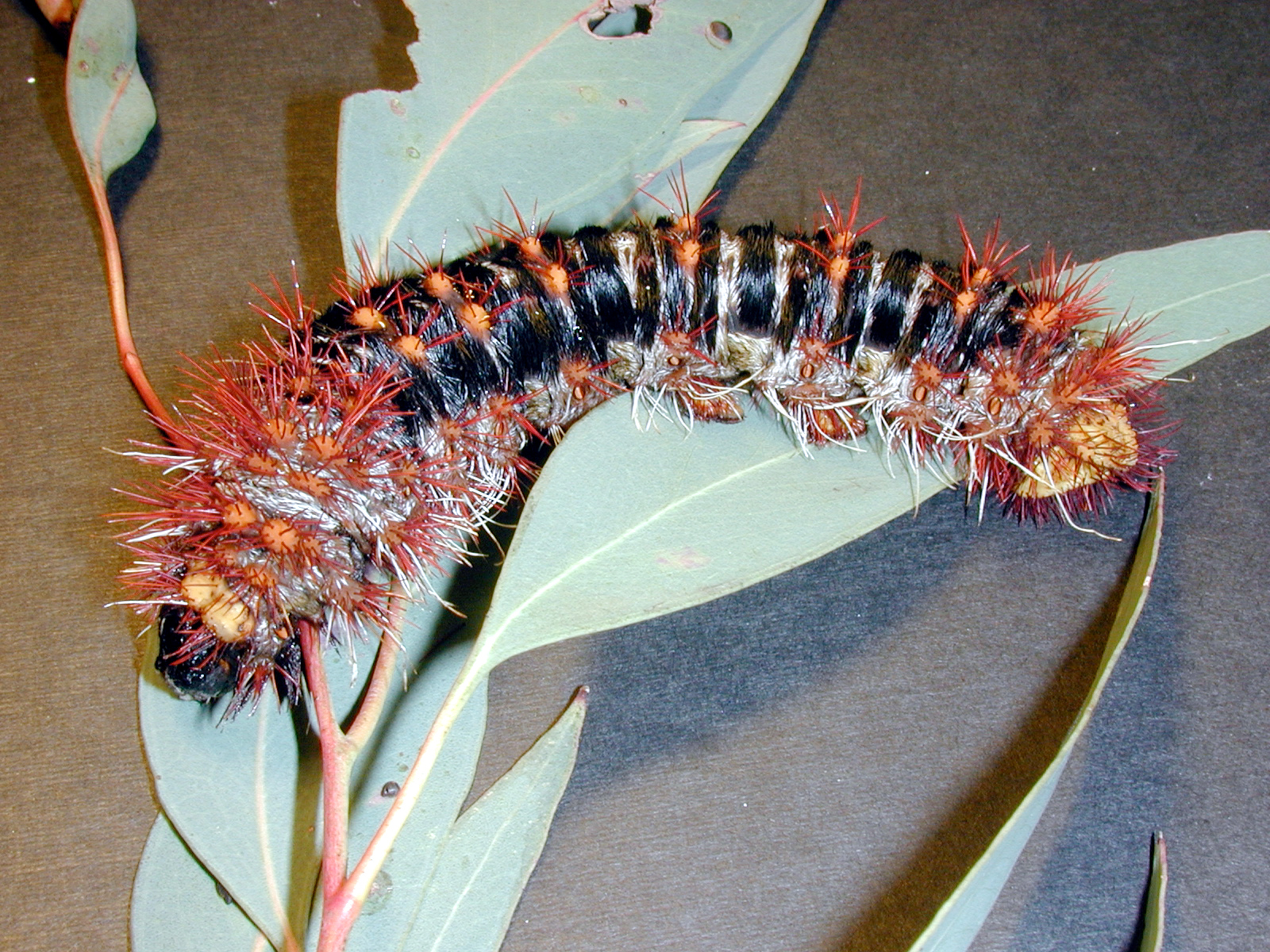
Ausgewachsene Raupe
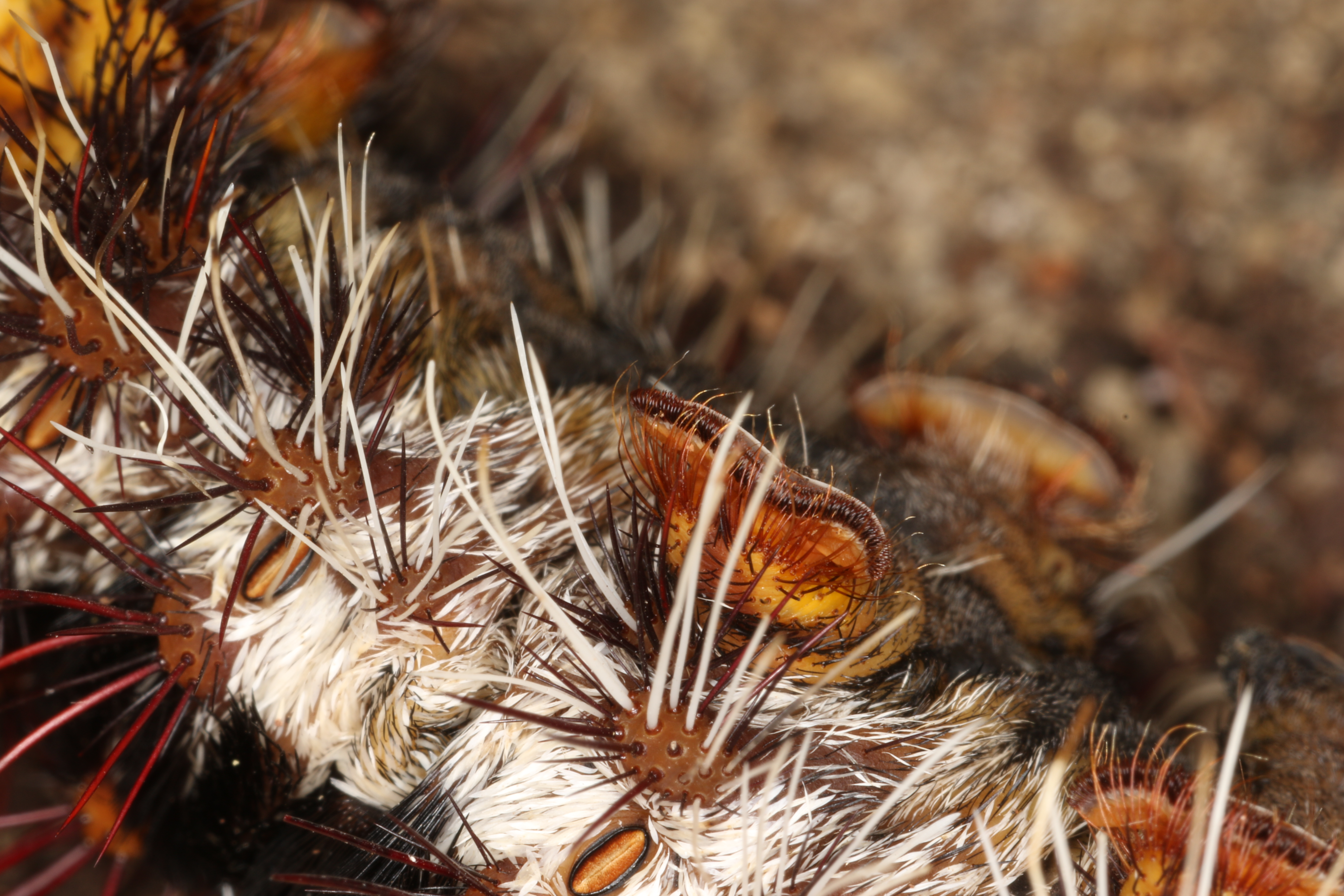
Detailansicht der Borsten und Brennhaare einer Raupe
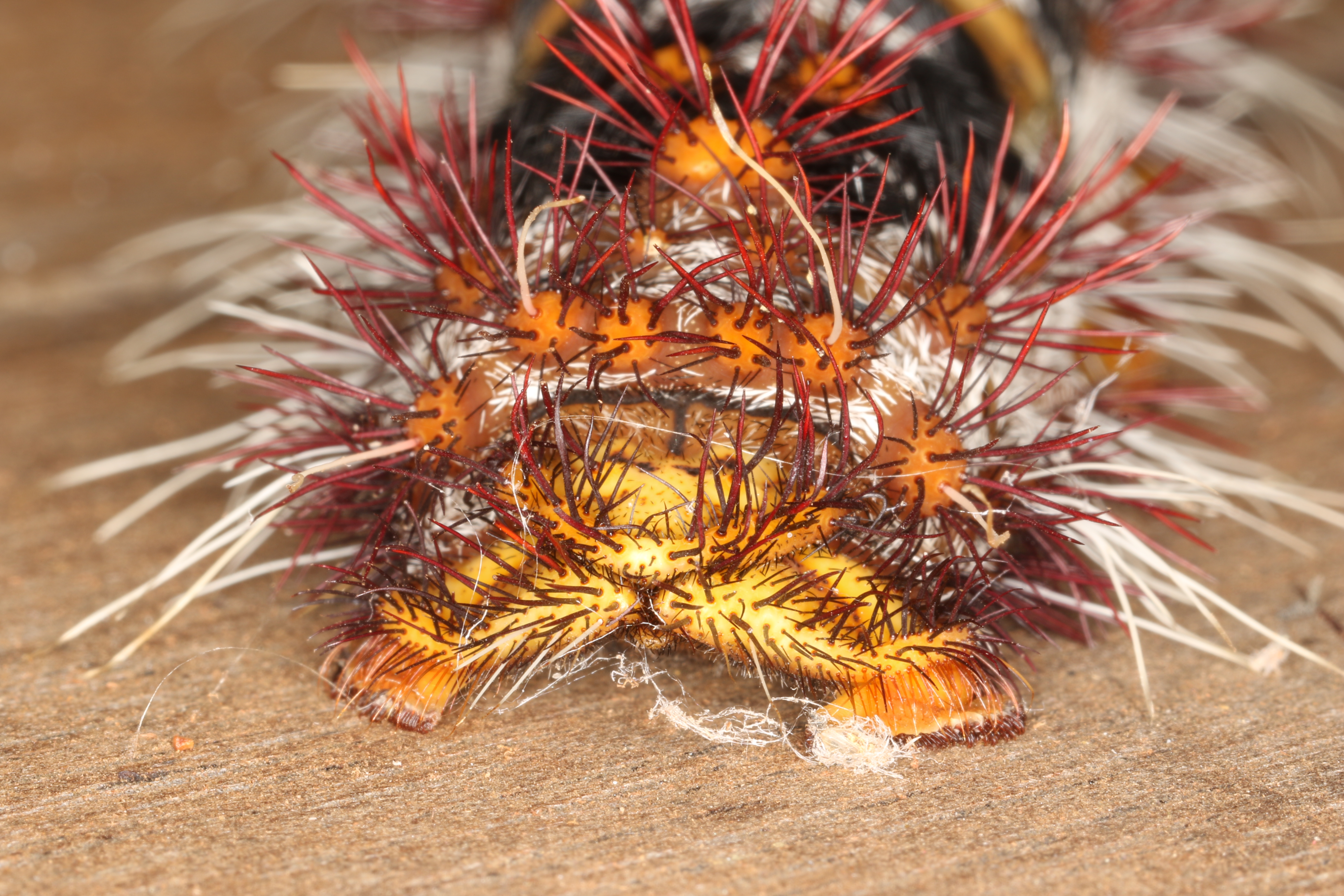
Detailansicht des Analsegments einer Raupe
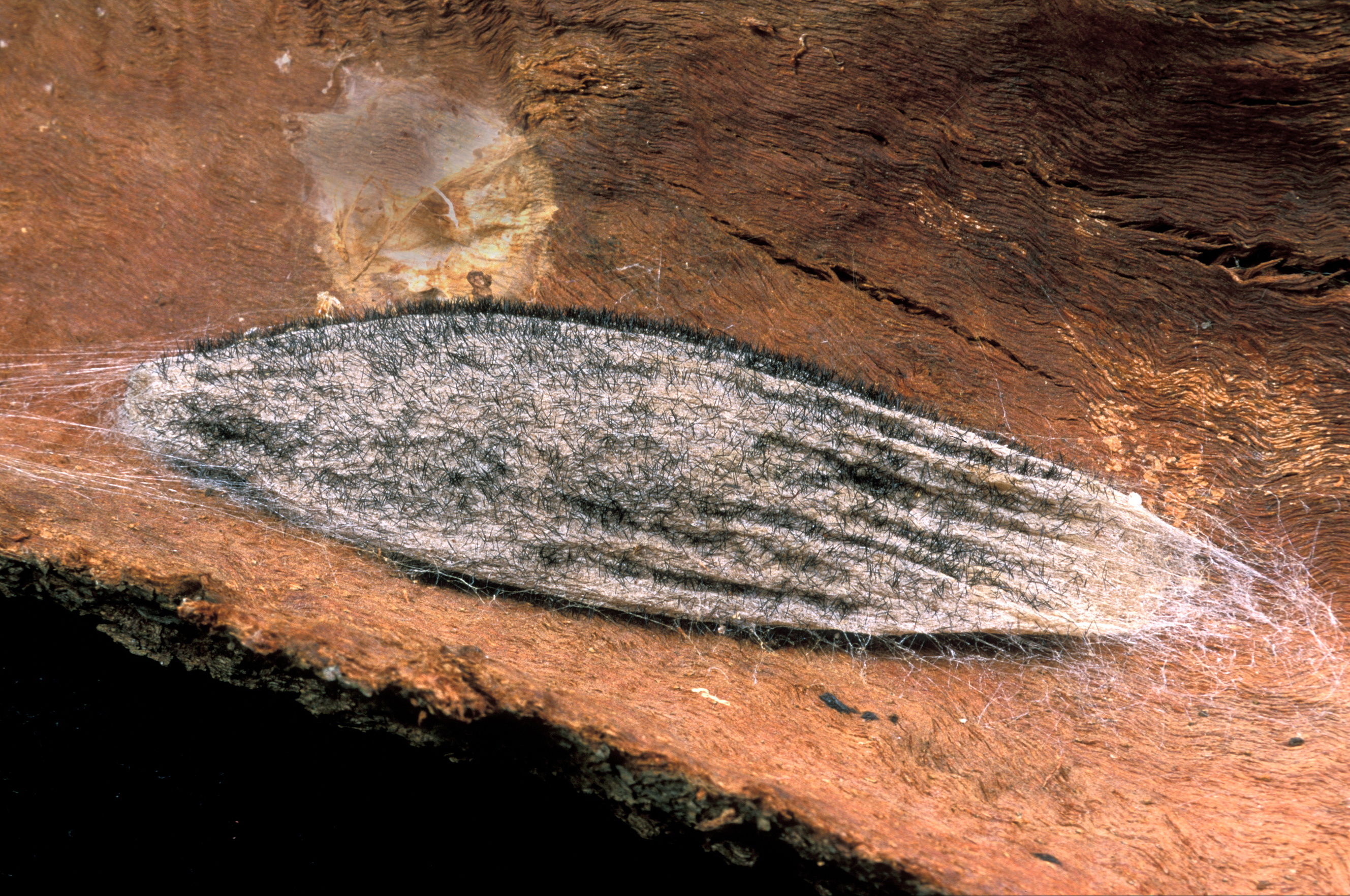
Kokon
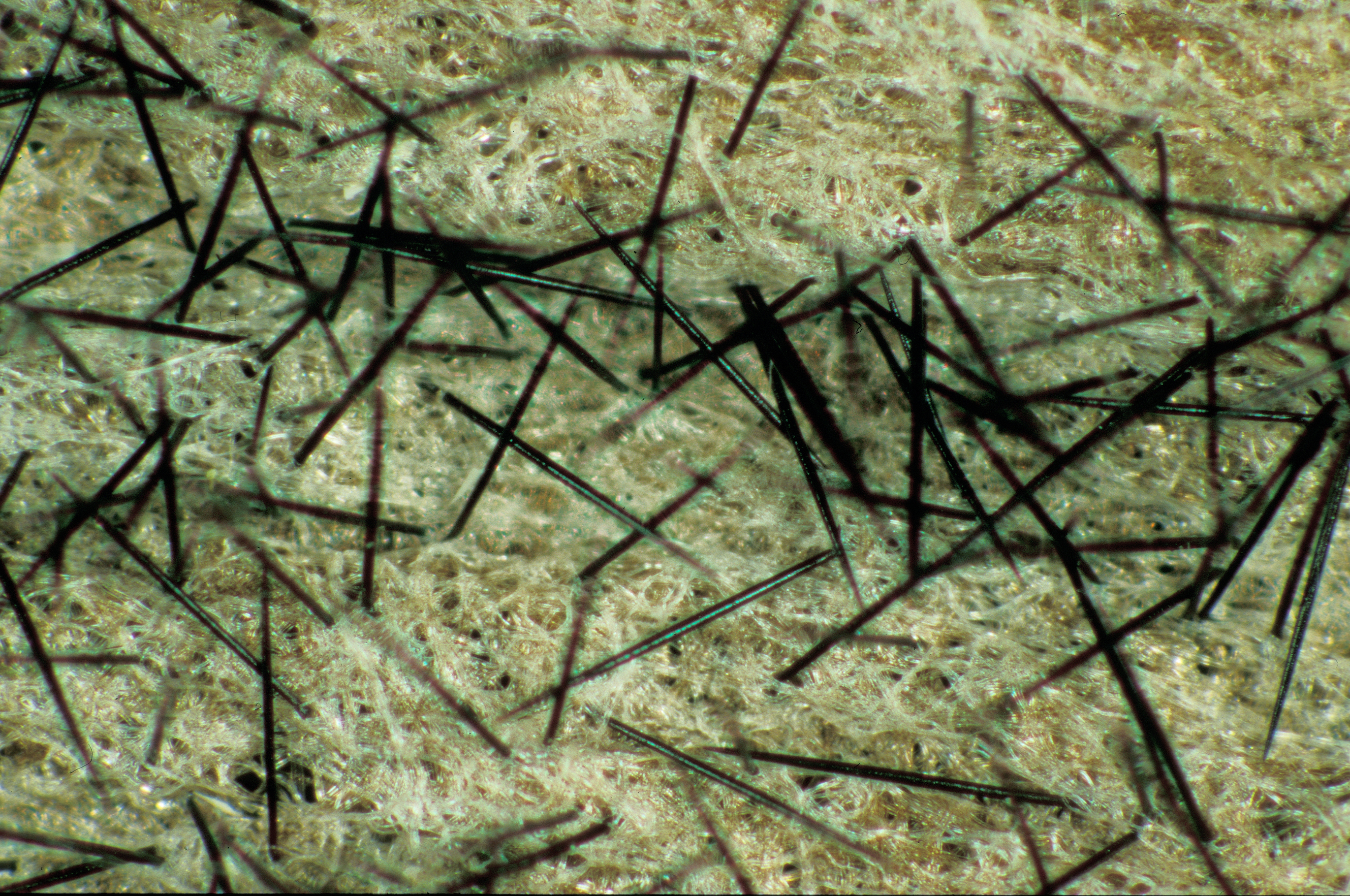
Detailansicht der Borsten und Brennhaare eines Kokons

### Ähnliche Arten
Aufgrund der Größe sowie der charakteristischen Flügelzeichnung sind die Falter von Chelepteryx collesi unverwechselbar.

## Verbreitung und Vorkommen
Chelepteryx collesi kommt im Südosten Australiens vor und ist in erster Linie zwischen Brisbane und Melbourne zu finden. Die Art lebt bevorzugt in Wäldern und Heiden, besiedelt jedoch auch städtische Gebiete.

## Lebensweise
Die nachtaktiven Falter fliegen schwerpunktmäßig zwischen April und Juni. Die Männchen besuchen gerne künstliche Lichtquellen, Weibchen sind dort seltener zu finden. Das Weibchen legt die Eier in ungeordneter Anzahl auf einer beliebigen Oberfläche ab. Die Raupen leben einzeln und ernähren sich bevorzugt von den Blättern von Angophora-, Corymbia- und Eukalypten-Arten (Eucalyptus), speziell von Lophostemon confertus oder Melaleuca quinquenervia.